# Cincinnati Open (singolare femminile)
Questo è un elenco delle finali del singolare femminile del Cincinnati Open. 
Albo d'oro tratto dal libro From Club Court to Center Court.
| Anno       | Vincitrici                                      | Finaliste                                       | Punteggio                                       |
| ---------- | ----------------------------------------------- | ----------------------------------------------- | ----------------------------------------------- |
| 1899       | Myrtle McAteer (1)                              | Juliette Atkinson                               | 7–5, 6–1, 4–6, 8–6                              |
| 1900       | Myrtle McAteer (2)                              | Maud Banks                                      | 6–4, 6–8, 6–2, 6–3                              |
| 1901       | Winona Closterman (1)                           | Juliette Atkinson                               | 6–2, 8–6, 6–1                                   |
| 1902       | Maud Banks                                      | Winona Closterman                               | 6–2, 6–1                                        |
| 1903       | Winona Closterman (2)                           | Myrtle McAteer                                  | 6–1, 5–7, 6–4                                   |
| 1904       | Myrtle McAteer (3)                              | Winona Closterman                               | 7–5, 6–3                                        |
| 1905       | May Sutton (1)                                  | Myrtle McAteer                                  | 6–0, 6–0                                        |
| 1906       | May Sutton (2)                                  | Florence Sutton                                 | 7–5, 6–2                                        |
| 1907       | May Sutton (3)                                  | Martha Kinsey                                   | 6–1, 6–1                                        |
| 1908       | Martha Kinsey                                   | Marjorie Dodd                                   | 4–6, 8–6, 6–2                                   |
| 1909       | Edith Hannam                                    | Martha Kinsey                                   | 6–3, 6–1                                        |
| 1910       | Miriam Steever                                  | Rhea Fairbairn                                  | 4–6, 8–6, 6–0                                   |
| 1911       | Marjorie Dodd (1)                               | Helen McLaughlin                                | 6–0, 6–2                                        |
| 1912       | Marjorie Dodd (2)                               | May Sutton                                      | walkover                                        |
| 1913       | Ruth Sanders (1)                                | Marjorie Dodd                                   | 6–2, 6–3                                        |
| 1914       | Ruth Sanders (2)                                | Katharine Brown                                 | 7–5, 5–7, 6–2                                   |
| 1915       | Molla Bjurstedt Mallory                         | Ruth Sanders                                    | 6–0, 6–4                                        |
| 1916       | Martha Guthrie                                  | Marguerite Davis                                | 6–2, 2–6, 6–1                                   |
| 1917       | Katharine Brown                                 | Willis Adams                                    | 7–5, 0–6, 6–4                                   |
| 1918       | Torneo sospeso per la prima guerra mondiale     | Torneo sospeso per la prima guerra mondiale     | Torneo sospeso per la prima guerra mondiale     |
| 1919       | Titolo non assegnato                            | Titolo non assegnato                            | Titolo non assegnato                            |
| 1920       | Ruth Sanders (3)                                | Ruth King                                       | 6–1, 6–0                                        |
| 1921       | Torneo sospeso                                  | Torneo sospeso                                  | Torneo sospeso                                  |
| 1922       | Ruth Sanders (4)                                | Olga Strashun                                   | 6–3, 6–4                                        |
| 1923       | Ruth Sanders (5)                                | Clara Louise Zinke                              | 6–0, 7–5                                        |
| 1924       | Olga Strashun                                   | Clara Louise Zinke                              | 6–4, 6–2                                        |
| 1925       | Marian Leighton                                 | Clara Louise Zinke                              | 6–3, 6–2                                        |
| 1926       | Clara Louise Zinke (1)                          | Olga Strashun Weil                              | 6–2, 6–2                                        |
| 1927       | Clara Louise Zinke (2)                          | Marian Leighton                                 | 6–4, 4–6, 4–1 ritirata                          |
| 1928       | Midge Gladman                                   | Clara Louise Zinke                              | 6–4, 6–4                                        |
| 1929       | Clara Louise Zinke (3)                          | Ruth Riese                                      | 6–2, 6–3                                        |
| 1930       | Clara Louise Zinke (4)                          | Ruth Riese                                      | 6–2, 6–4                                        |
| 1931       | Clara Louise Zinke (5)                          | Ruth Riese                                      | 6–1, 6–1                                        |
| 1932       | Dorothy Weisel Hack                             | Clara Louise Zinke                              | 6–1, 6–0                                        |
| 1933       | Muriel Adams                                    | Helen Fulton                                    | 6–4, 6–4                                        |
| 1934       | Gracyn Wheeler                                  | Esther Bartosh                                  | w/o                                             |
| 1935       | Torneo sospeso a causa della Grande depressione | Torneo sospeso a causa della Grande depressione | Torneo sospeso a causa della Grande depressione |
| 1936       | Lila Porter                                     | Virginia Hollinger                              | 6–4, 6–3                                        |
| 1937       | Virginia Hollinger (1)                          | Monica Nolan                                    | 6–3, 6–2                                        |
| 1938       | Virginia Hollinger (2)                          | Margaret Jessee                                 | 8–6, 1–6, 6–0                                   |
| 1939       | Catherine Wolf (1)                              | Virginia Hollinger                              | 6–2, 6–3                                        |
| 1940       | Alice Marble                                    | Gracyn Wheeler                                  | 6–3, 6–4                                        |
| 1941       | Pauline Betz Addie (1)                          | Mary Arnold                                     | 6–4, 6–3                                        |
| 1942       | Catherine Wolf (2)                              | Monica Nolan                                    | 6–4, 6–1                                        |
| 1943       | Pauline Betz Addie (2)                          | Catherine Wolf                                  | 6–0, 6–2                                        |
| 1944       | Dorothy Bundy Cheney                            | Pauline Betz Addie                              | 7–5, 6–4                                        |
| 1945       | Pauline Betz Addie (3)                          | Dorothy Bundy Cheney                            | 6–2, 6–0                                        |
| 1946       | Virginia Kovacs                                 | Shirley Fry Irvin                               | 6–4, 6–1                                        |
| 1947       | Betty Rosenquest                                | Betty Hulbert James                             | 9–7, 6–2                                        |
| 1948       | Dorothy Head Knode                              | Mercedes Baba Madden Lewis                      | 6–4, 6–4                                        |
| 1949       | Magda Rurac                                     | Beverly Baker Fleitz                            | 6–4, 2–6, 6–0                                   |
| 1950       | Beverly Baker Fleitz                            | Magda Rurac                                     | 5–7, 6–3, 9–7                                   |
| 1951       | Pat Canning Todd                                | Magda Rurac                                     | 6–3, 6–4                                        |
| 1952       | Anita Kanter                                    | Doris Popple                                    | 6–0, 6–1                                        |
| 1953       | Thelma Coyne Long                               | Anita Kanter                                    | 7–5, 6–2                                        |
| 1954       | Lois Felix (1)                                  | Ethel Norton                                    | 6–1, 6–3                                        |
| 1955       | Mimi Arnold                                     | Barbara Breit                                   | 6–4, 6–3                                        |
| 1956       | Yola Ramírez Ochoa                              | Mary Ann Mitchell                               | 7–5, 6–1                                        |
| 1957       | Lois Felix (2)                                  | Pat Naud                                        | 7–5, 2–6, 7–5                                   |
| 1958       | Gwyn Thomas                                     | Martha Hernandez                                | 6–1, 6–2                                        |
| 1959       | Donna Floyd                                     | Carol Hanks                                     | 5–7, 6–2, 6–4                                   |
| 1960       | Carol Hanks                                     | Farel Footman                                   | 6–2, 4–6, 6–3                                   |
| 1961       | Fern "Peachy" Kellmeyer                         | Carole Caldwell Graebner                        | 3–6, 12–10, 7–5                                 |
| 1962       | Julie Heldman                                   | Roberta Alison                                  | 6–4, 6–4                                        |
| 1963       | Stephanie DeFina (1)                            | Peaches Bartkowicz                              | 7–5, 6–2                                        |
| 1964       | Jean Danilovich                                 | Alice Tym                                       | 6–1, 6–2                                        |
| 1965       | Stephanie DeFina (2)                            | Roberta Alison                                  | 10–8, 5–7, 6–4                                  |
| 1966       | Peaches Bartkowicz (1)                          | Fern "Peachy" Kellmeyer                         | 6–3, 6–3                                        |
| 1967       | Peaches Bartkowicz (2)                          | Patsy Rippy                                     | 6–4, 6–1                                        |
| 1968       | Linda Tuero                                     | Tory Fretz                                      | 6–1, 6–2                                        |
| 1969       | Lesley Turner Bowrey                            | Gail Chanfreau                                  | 1–6, 7–5, 10–10 rit.                            |
| 1970       | Rosemary Casals                                 | Nancy Richey Gunter                             | 6–3, 6–3                                        |
| 1971       | Virginia Wade                                   | Linda Tuero                                     | 6–3, 6–3                                        |
| 1972       | Margaret Court                                  | Evonne Goolagong Cawley                         | 3–6, 6–2, 7–5                                   |
| 1973       | Evonne Goolagong Cawley                         | Chris Evert                                     | 6–2, 7–5                                        |
| 1974– 1987 | Non disputato                                   | Non disputato                                   | Non disputato                                   |
| 1988       | Barbara Potter                                  | Helen Kelesi                                    | 6–2, 6–2                                        |
| 1989- 2003 | Non disputato                                   | Non disputato                                   | Non disputato                                   |
| 2004       | Lindsay Davenport                               | Vera Zvonarëva                                  | 6–3, 6–2                                        |
| 2005       | Patty Schnyder                                  | Akiko Morigami                                  | 6–4, 6–0                                        |
| 2006       | Vera Zvonarëva                                  | Katarina Srebotnik                              | 6–2, 6–4                                        |
| 2007       | Anna Čakvetadze                                 | Akiko Morigami                                  | 6–1, 6–3                                        |
| 2008       | Nadia Petrova                                   | Nathalie Dechy                                  | 6–2, 6–1                                        |
| 2009       | Jelena Janković                                 | Dinara Safina                                   | 6–4, 6–2                                        |
| 2010       | Kim Clijsters                                   | Marija Šarapova                                 | 2–6, 7–6(4), 6–2                                |
| 2011       | Marija Šarapova                                 | Jelena Janković                                 | 4–6, 7–6(3), 6–3                                |
| 2012       | Li Na                                           | Angelique Kerber                                | 1–6, 6–3, 6–1                                   |
| 2013       | Viktoryja Azaranka (1)                          | Serena Williams                                 | 2–6, 6–2, 7–6(6)                                |
| 2014       | Serena Williams (1)                             | Ana Ivanović                                    | 6–4, 6–1                                        |
| 2015       | Serena Williams (2)                             | Simona Halep                                    | 6–3, 7–6(5)                                     |
| 2016       | Karolína Plíšková                               | Angelique Kerber                                | 6–3, 6–1                                        |
| 2017       | Garbiñe Muguruza                                | Simona Halep                                    | 6–1, 6–0                                        |
| 2018       | Kiki Bertens                                    | Simona Halep                                    | 2–6, 7–6(6), 6–2                                |
| 2019       | Madison Keys                                    | Svetlana Kuznetsova                             | 7–5, 7–6(5)                                     |
| 2020       | Viktoryja Azaranka (2)                          | Naomi Ōsaka                                     | w/o                                             |
| 2021       | Ashleigh Barty                                  | Jil Teichmann                                   | 6–3, 6–1                                        |
| 2022       | Caroline Garcia                                 | Petra Kvitová                                   | 6–2, 6–4                                        |
| 2023       | Coco Gauff                                      | Karolína Muchová                                | 6–3, 6–4                                        |
| 2024       | Aryna Sabalenka                                 | Jessica Pegula                                  | 6–3, 7–5                                        |
| 2025       | Iga Świątek                                     | Jasmine Paolini                                 | 7–5, 6-4                                        |